# Adinia xenica
Adinia xenica – gatunek ryby z rodziny (Fundulidae), jedyny przedstawiciel rodzaju Adinia.